# Robert Mills (Architekt)

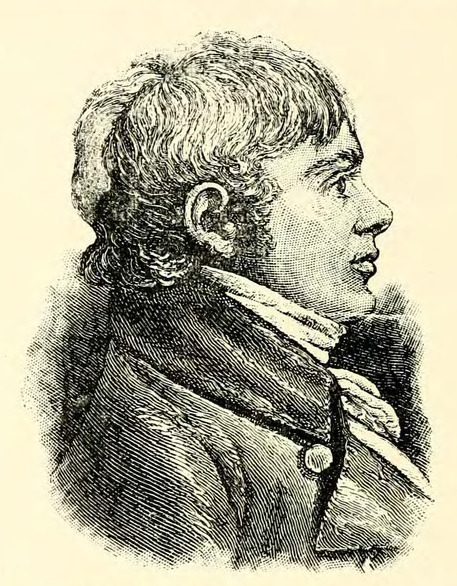
Robert Mills

Robert Mills (* 12. August 1781 in Charleston, South Carolina; † 3. März 1855 in Washington, D.C.) war ein US-amerikanischer Architekt und Kartograf, der u. a. das Washington Monument in Washington, D.C. entwarf.
Er wird manchmal als der erste gebürtige US-Amerikaner bezeichnet, der Architekt wurde, wobei dieses eher für Charles Bulfinch gelten dürfte.
Mills war in Charleston, South Carolina, ein Schüler des aus Irland stammenden Architekten James Hoban, dem späteren Planer des Weißen Hauses der US-Präsidenten.
1802 zog er nach Philadelphia, Pennsylvania, wo er ein Schüler und Mitarbeiter von Benjamin Henry Latrobe wurde, macht sich bald aber selbst einen Namen. In Philadelphia entwarf er die Washington Hall, die Baptistenkirche in der Samson Street, die „Octogon Unitarian Church“ und war am Entwurf der „Upper Ferry Bridge“ beteiligt. Er entwarf ebenfalls das Burlington County Prison im US-Bundesstaat New Jersey.
Nach seiner Übersiedelung nach Baltimore, Maryland war er der Gestalter der dortigen „St. John's Episcopal Church“, des „Maryland House of Industry“ und des „Maryland Club“ und baute in den darauf folgenden Jahren eine Vielzahl an Gebäuden in South Carolina, Richmond (Virginia) und Washington, D.C. 1825 veröffentlichte er einen Atlas von South Carolina.
1836 gewann er die Ausschreibung für den Entwurf des Washington Monument, seiner bekanntesten Arbeit. Danach entwarf er das Treasury Building (das 1833 abgebrannt war), in dem bis heute das US-Finanzministerium untergebracht ist, und andere Regierungsgebäude in Washington, D.C.; in South Carolina die Gerichtsgebäude in mindestens 18 Countys; öffentliche Gebäude in Columbia, der Hauptstadt von South Carolinas, einige Privathäuser sowie Teilstücke des „Landsford Canals“ im Lancaster County am Catabwa River.
Mills war einer der ersten, der in seinen Planungen auch Feuerschutzmaßnahmen mitberücksichtigte. Als ein Feuer in Kingstree, South Carolina den ersten Stock des Gerichtsgebäudes weitgehend zerstörte, blieb das Archiv des Bezirks im Erdgeschoss so verschont.

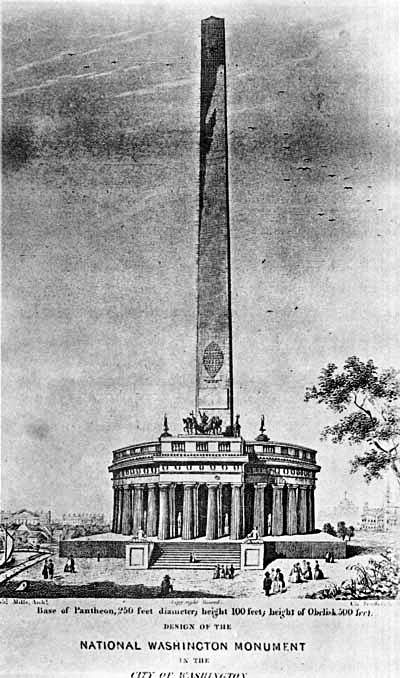
Mills Entwurf für das Washington Monument
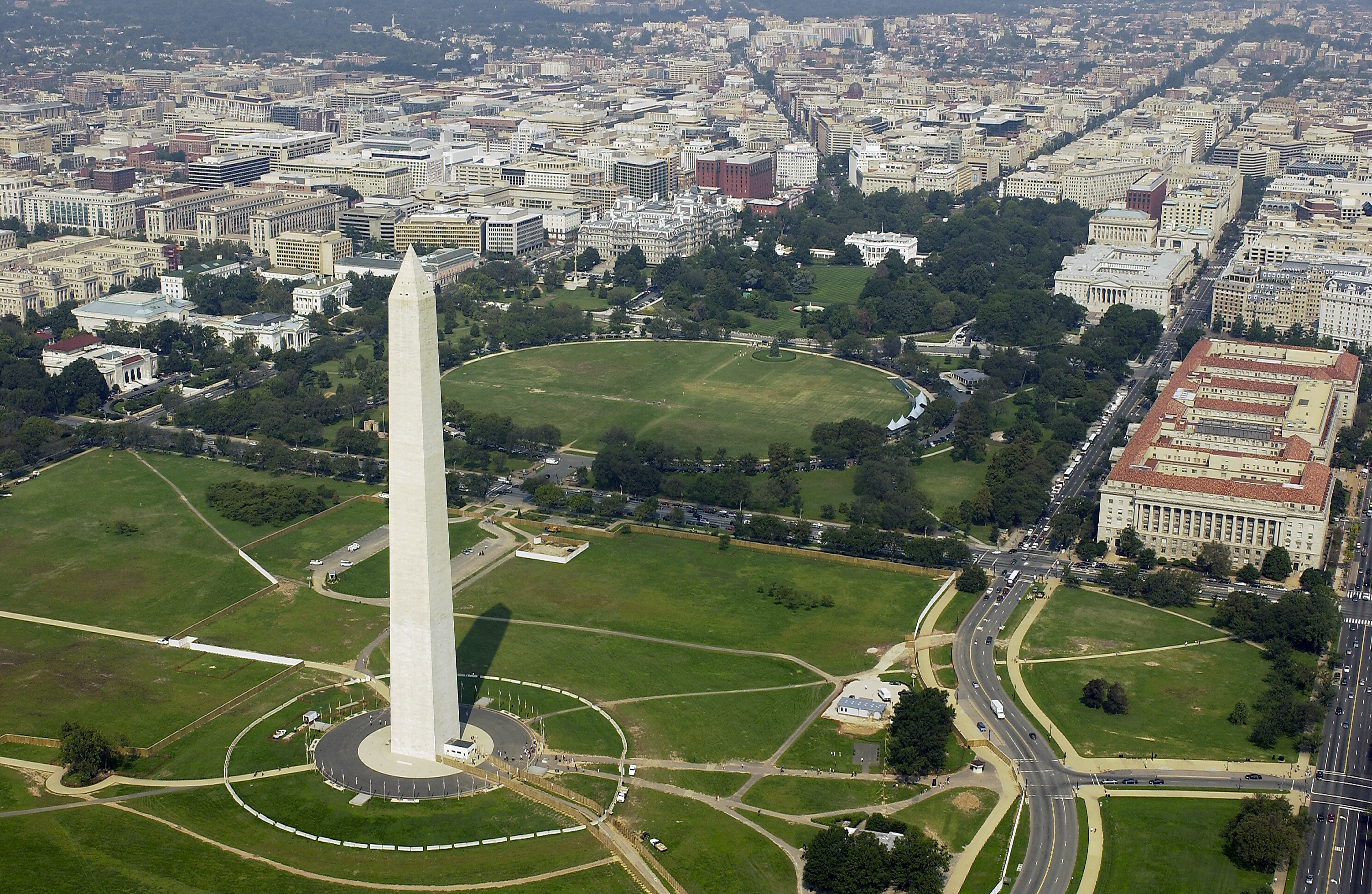
Washington Monument (mit dem Weißen Haus im Hintergrund)
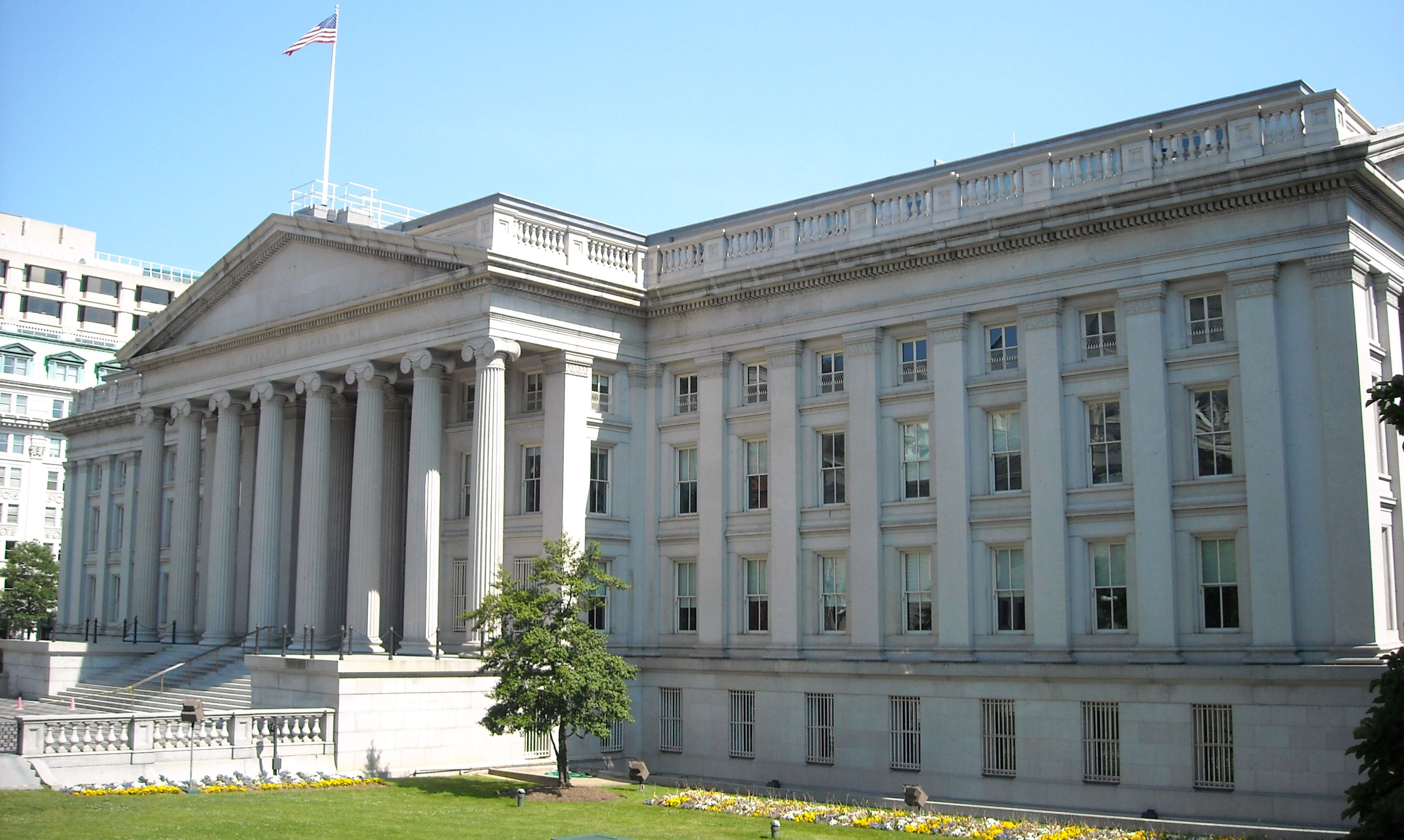
US-Finanzministerium
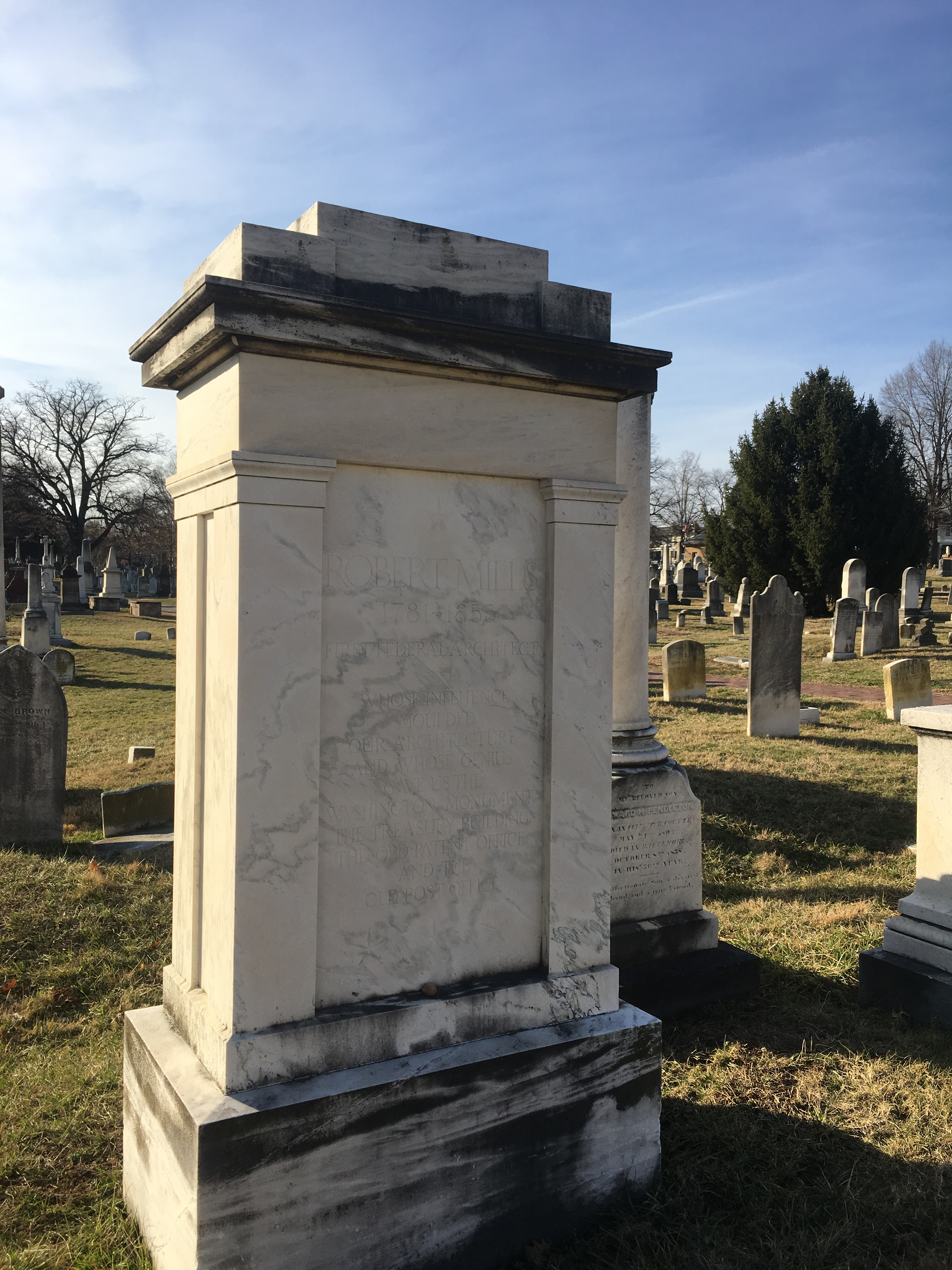
Mills Grabstein auf dem Congressional Cemetery